# Táska
Táska é um município da Hungria, situado no condado de Somogy. Tem 25,98 km² de área e sua população em 2019 foi estimada em 391 habitantes.